# Liberland
Liberland (oficiálně Svobodná republika Liberland) je mikronárod, formálně vyhlášený v dubnu 2015 českým politikem a aktivistou Vítem Jedličkou, na ploše cca 7 kilometrů čtverečních neobydleného sporného území mezi Chorvatskem a Srbskem, nedaleko hranic s Maďarskem. Území leží v nivě Dunaje a je převážně tvořeno lužním poloostrovem (místně zvaným Gornja Siga) mezi hlavním tokem Dunaje a ramenem Monjoroški Dunavac. Liberland takto sousedí na západě a jihu s Chorvatskem a na východě se Srbskem. Suchozemské spojení má pouze na severozápadě několika lesními cestami do Chorvatska (obec Kneževi Vinogradi).

## Geografie
Území se nachází na pravém břehu Dunaje, v jeho říční nivě v nadmořské výšce 80–90 metrů. V dokumentech z přelomu 20. a 21. století je označováno jako srbská územní kapsa o rozloze cca 650 hektarů, spolu s přilehlou částí toku Dunaje má asi 7 km². Je z většiny pokryto lužním lesem, který obhospodařuje chorvatská lesní správa. V místě nejsou žádní stálí obyvatelé Chorvatska ani Srbska, nejbližšími obydlenými sídly jsou osady Zlatna Greda a Zmajevac v Chorvatsku a vesnice Bački Monoštor v Srbsku. Na území se nacházela přes 30 let opuštěná budova, která byla v roce 2017 zničena. Přístupové cesty jsou ve velmi špatném stavu.

## Právní status
Zatímco Srbsko považuje za mezinárodní hranici současnou osu hlavního toku Dunaje, Chorvatsko trvá na vymezení podle historických hranic katastrů zdejších obcí, přičemž tyto hranice fixují původní trasu toku Dunaje a zasahují střídavě na oba břehy, převážně ovšem na břeh východní (tedy v chorvatský prospěch). Zatímco na východním břehu tak dochází k překryvu nároků obou států, na západním břehu se sporná území nacházejí v určitém právním vakuu – podle chorvatského výkladu (historické katastrální hranice) náleží Srbsku, zatímco podle srbského pojetí (stávající koryto řeky) patří Chorvatsku.
Podle Jedličky si z logiky hraničního sporu mezi Chorvatskem a Srbskem tuto oblast podél západního břehu řeky Dunaje nenárokuje Chorvatsko, Srbsko ani žádný jiný stát a jedná se tak podle něj o terra nullius, neboli zemi nikoho. Jedlička 13. dubna 2015 v této oblasti vyhlásil stát Liberland. Hranici definoval tak, aby nezasahovala do území Chorvatska ani Srbska. Chorvatské ministerstvo zahraničních věcí komentovalo aktivity okolo Liberlandu slovy „virtuální žerty, jakkoliv jsou občas zajímavé, zůstávají tím, čím jsou, tedy virtuálními žerty a k nim nemáme žádný oficiální komentář.“ Dle informací Parlamentních listů Srbsko vydalo oficiální stanovisko, v němž uvádí „Nový stát Liberland není zformován na území Republiky Srbsko.“ V červnu 2015 chorvatské ministerstvo zahraničí uvedlo, že území bude předmětem delimitace státních hranic, v rámci které připadne Chorvatsku či Srbsku, a tedy nejde o terra nullius.

## Přístup na území
Chorvatské úřady od začátku května 2015 většinou blokovaly přístup do oblasti.
V květnu 2015 byli Vít Jedlička a jeho překladatel Sven Sambunjak krátce zadrženi chorvatskou policií poté, co se pokusili překročit hranici. Jedlička strávil ve vazbě jednu noc a poté byl odsouzen k zaplacení pokuty za nelegální překročení chorvatské hranice, proti rozsudku se však odvolal. Později téhož měsíce byl Vít Jedlička zadržen znovu. Zpočátku mohli s Jedličkou do oblasti vstoupit reportéři, ale následně byl vstup odepřen i jim, včetně novinářů srbské veřejnoprávní televize Rádio Vojvodina a bosenského listu Dnevni avaz.
Zadržení pocházeli z různých zemí, včetně Irské republiky, Německa, Dánska a Spojených států. Chorvatská policie pokračovala v zadržování osob, včetně těch, které se do oblasti dostaly lodí (přes mezinárodní vodní cestu na Dunaji). Jeden z nich, dánský aktivista Ulrik Grøssel Haagensen, byl na 5 dní umístěn do domácího vězení, poté byl odsouzen k 15 dnům vězení, což v Dánsku vyvolalo určité protesty.
V květnu 2016 bylo zveřejněno několik rozhodnutí odvolacího soudu z Chorvatska. Soud potvrdil, že přechody z Chorvatska byly nezákonné, ale odsouzení za přechody ze Srbska shledal nesprávnými. Soud uvedl, že se nižší soud dopustil "zásadního porušení přestupkového řízení" a "podstatných procesních pochybení". Dále rozhodl, že "skutkový stav byl [státním zástupcem] zjištěn nesprávně a neúplně, což mohlo vést k nesprávné aplikaci hmotného práva". V šesti ze sedmi odvolání byla nařízena obnova řízení. Soud nižší instance je povinen určit polohu hranice a hraničního přechodu.
Dne 1. ledna 2023 se Chorvatsko připojilo k schengenskému prostoru. V následujících měsících byly úspěšně uskutečněny krátkodobé návštěvy na území, které leží mimo vnější hranice schengenského prostoru, tj. území nárokované Liberlandem.
Dne 1. dubna 2023 youtuber Nikolas Omilana - spolu se svým spolupracovníkem - projel kolem chorvatské pohraniční policie na vodních skútrech a vjel na sporné území, aby tam vyvěsil vlajku. Oba byli konfrontováni policistou, který je donutil lehnout si na zem a kopal do nich, ale nakonec byli propuštěni. Záběry byly v červenci téhož roku umístěny na server Youtube a v následujících dnech zaznamenaly miliony zhlédnutí, stejně jako reportáže v chorvatských a srbských médiích.
Během srpna 2023 se příznivcům hnutí Liberland a novinářům podařilo získat neoficiální přístup na území Liberlandu a od té doby má Liberland na území trvalou přítomnost osidlovatelů.[zdroj?] Dne 6. srpna 2023 Jedlička oznámil otevření údajného hraničního přechodu mezi Chorvatskem a Liberlandem. 9. září 2023 chorvatská policie zasáhla na území, zkonfiskovala stany a nařídila zastavení stavebních prací. Jedlička byl zadržen a byl mu zakázán vstup na území Chorvatska na 5 let. 21. září pak dělníci za dozoru chorvatské policie zabavili všechen majetek na místě a zbořili základy všech staveb, aktivisté byli zadrženi za neuposlechnutí příkazu.

## Cíle a názory
Mottem Liberlandu je „Žít a nechat žít.“ Jedlička uvedl, že „Cílem zakladatelů nového státu je vytvořit společnost, kde poctiví lidé mohou prosperovat bez toho, aby jim stát znepříjemňoval život zbytečnými zákazy a daněmi.“
Zakladatel blockchainu Tron Justin Sun byl zvolen premiérem Liberlandu ve výsledcích voleb konaných 5. října. Sun prohlásil: „Mým cílem je aktivně propagovat myšlenku malého vládnutí nejen v Liberlandu, ale také jako model pro celý svět. Náš úspěch může inspirovat ostatní národy k přijetí libertariánských principů.“

## Reakce

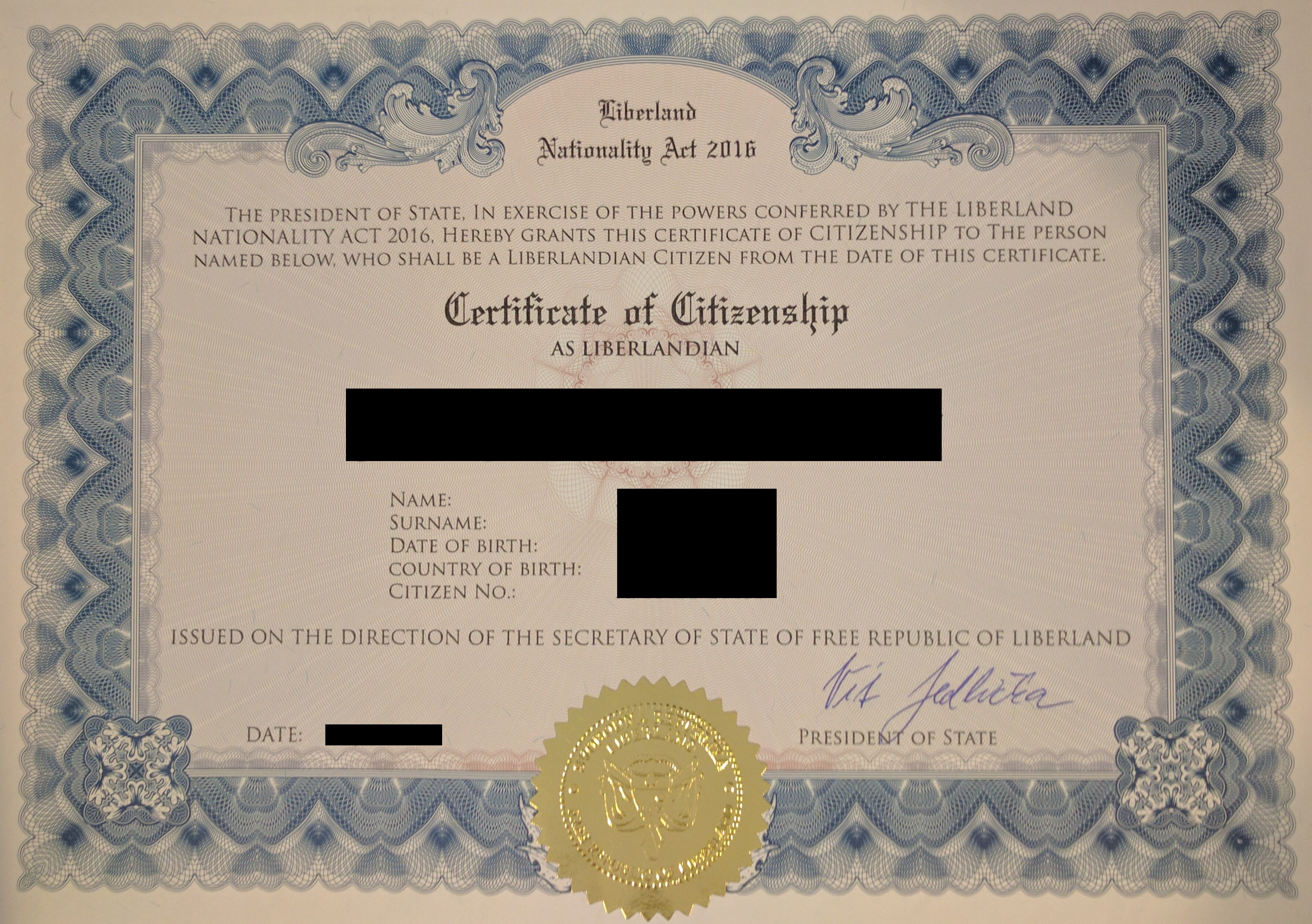
Certifikát potvrzující občanství Liberlandu

Liberland hned v prvních dnech pronikl i do zahraničních médií. Liberland se dostal i do českého politicko-satirického pořadu Kancelář Blaník v dílu LiberRath.
Na počátku května 2015 chorvatská policie zesílila v okolí Liberlandu hlídky a nasadila čluny, aby zabránila vstupu osob do oblasti. V sobotu 9. května byl Jedlička společně s tlumočníkem Svenem Sambunjakem zatčen chorvatskou policií při pokusu o vstup na území Liberlandu. Noc z 9. na 10. května strávil v cele. Jako důvod zatčení je uváděno překročení hranic Evropské unie mimo vyznačený přechod z Chorvatska do Srbska podobně jako u jiných dříve pokutovaných osob. Jedlička byl 10. května v odpoledních hodinách propuštěn. Soud za nelegální přechod hranic směrem ven vyměřil pokutu 1 200 kun (přibližně 4 300 Kč). Jedlička zaplatil kauci a odvolal se k vyššímu soudu.

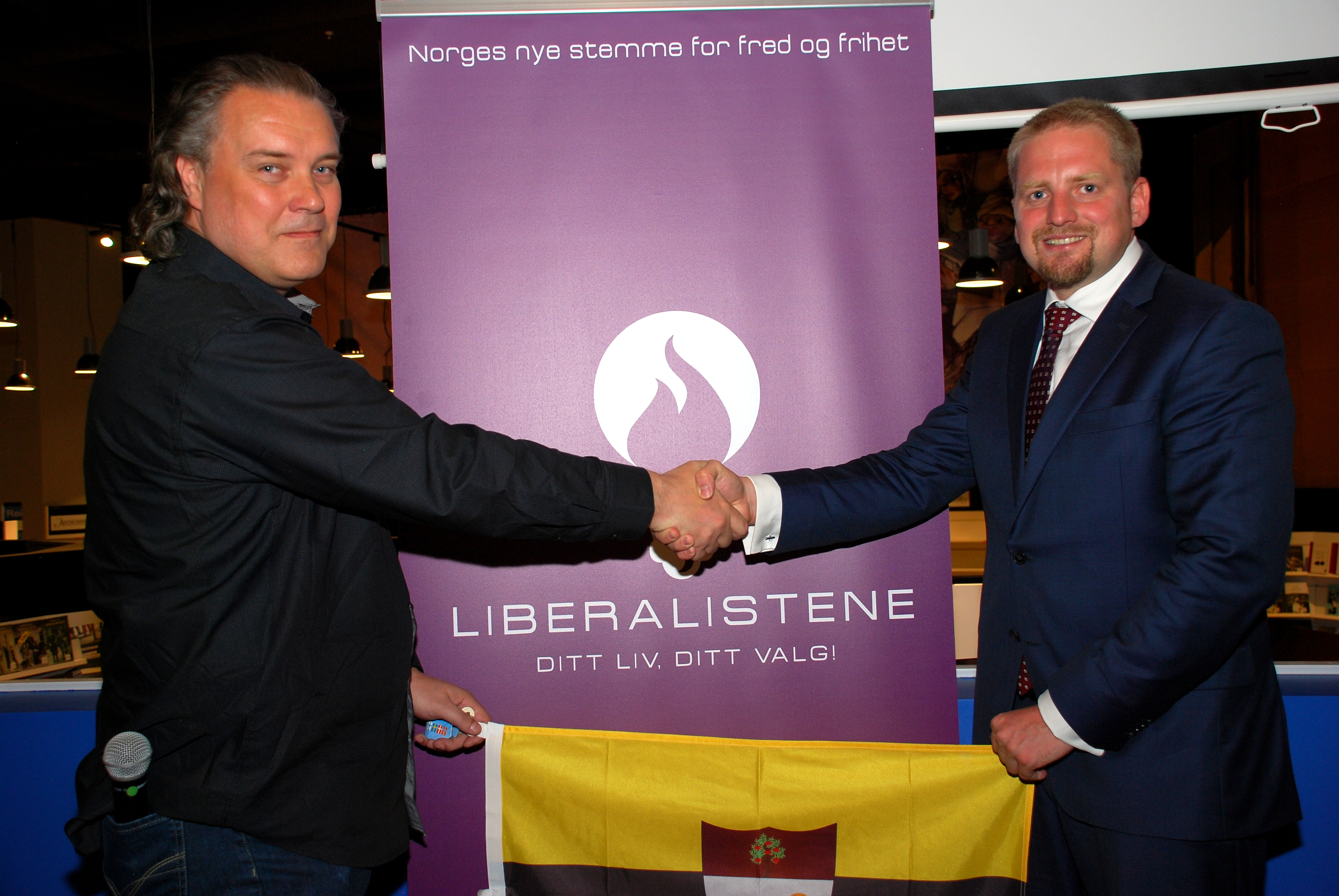
Roald Ribe, místopředseda Kapitalistické strany, a Vít Jedlička

Liberland byl zmíněn chorvatským ministerstvem zahraničních a evropských záležitostí, ale byl veřejně odmítnut jako vtip. Dne 29. června 2015 chorvatské ministerstvo zahraničních věcí uvedlo, že status Gornja Siga je neurčitý, ale není terra nullius a po mezinárodní arbitráži bude uděleno Chorvatsku nebo Srbsku, nikoli třetí straně. V dopise z května roku 2016 chorvatskému ministru vnitra Vlahu Orepićovi však chorvatský ministr zahraničních a evropských záležitostí Miro Kovač odkazoval na Liberland jako „provokativní myšlenku, která dosáhla vážných rozměrů“, což „představuje riziko pro Chorvatskou republiku“. Dopis vyzval k nalezení řešení „odstranění propagace a pokusů o realizaci myšlenky Liberlandu“, která doporučuje, aby „ministerstvo vnitra, bezpečnostní a zpravodajská agentura (SIA), ministerstvo spravedlnosti a ministerstvo zahraničních a evropských záležitostí koordinovaly nezbytná opatření a jejich činy, aby se tato provokativní myšlenka mohla zastavit“. V květnu 2015 zakladatel TOP 09 Miroslav Kalousek uvedl, že Liberland bere jako zajímavou recesi.

## Mezinárodní uznání
Liberland nebyl de iure uznán členem OSN nebo EU.
Jedlička navštívil další mezinárodně neuznanou republiku, Somaliland, který vyhlásil nezávislost na Somálsku v roce 1991, a jednal s ním o vzájemném uznání a spolupráci. V roce 2015 byl Liberland uznán jiným neuznávaným mikronárodem, a to Královstvím Severního Súdánu.
Americký lobbista Steven Melnik za Liberland podepsal v roce 2020 memorandum o porozumění s Haiti s cílem dosáhnout uznání.
Liberland dosáhl průlomového milníku úspěšným doručením své národní vlajky na Měsíc na palubě lunárního landeru Blue Ghost od společnosti Firefly Aerospace, v rámci digitálního nákladu Copernic Space. Vlajka, symbolizující svobodu a suverenitu, byla bezpečně umístěna poblíž Mons Latreille v oblasti Mare Crisium, rozsáhlé lunární pánvi s významným geologickým významem.